# Моана Поци
Моàна Пòци (на италиански: Moana Pozzi), родена Анна Моана Роза Поци (Anna Moana Rosa Pozzi) и понякога известна само с името „Моана“, е известна италианска порно актриса. Изявява се и като актриса, телевизионна водеща и политик.
Сестра е на порно актрисата Бейби Поци.
Участва в няколко италиански телевизионни програми, като често присъства в токшоута и е личност, обсъждана от общественото мнение. Нейното сдържано и далеч от вулгарност поведение й позволява да оспори стереотипите и предразсъдъците, свързани с нейната професия. През 1991 г. основава Партията на любовта заедно с Илона Сталер.

## Биография и кариера

### Произход и начална кариера
Моана е родена в град Генуа, Лигурия, на 27 април 1961 г. в католическо семейство като най-голямата дъщеря на Алфредо Поци, ядрен физик, и Розана Алойзио, домакиня. Родителите й решават тя да учи в институт, ръководен от монахини. Като подрастваща учи в Природо-математическата гимназия в Овада, а в свободното си време е виртуозна класическа китаристка в консерваторията. Накрая учи в актьорското училище на Алесандро Ферсен.
На 13 г. поради работата на баща си се мести със семейството си първо в Бразилия, а след това в Канада и накрая в Лион, Франция. Оттук през 1979 г. тя напуска семейството си (което се връща обратно в Генуа малко след нейното заминаване), за да заживее самостоятелно в Рим, като започва да работи от време на време като фотомодел и като статистка в множество филми. 
Филмовата й кариера започва през 1980 г. с малки роли в комедии. Също през 1980 г. участва в първия си филм, в който се появява гола до кръста – късометражният филм Smorza 'e llights ovvero Caserta by night, режисиран от Арналдо Делеайе, с Ренцо Арборе, в кралската спалня на Кралския дворец на Казерта. През 1981 г. е участничка в конкурса Мис Италия с титлата „Мис Кино Рим“. 
През 1982 г. й е поверено да води следобедната детска програма по Rete 2 (сега държавната Rai 2) Tip Tap Club заедно с Боби Соло и Серджо Леонарди. Междувременно, когато е на двайсет, започва да се снима в порнографски филми, като използва непрекъснато променящи се псевдоними („Линда Еверет“ във Valentina, ragazza in calore – нейният първи порно филм, и „Марго Жобер“ в Erotic Flash), за да не бъде разпозната, но въпреки това е разкрита и отстранена от програмата. Както самата тя признава, тя спечелва известна публичност от случилото се.
Сестрата на Моана – с две години по-младата от нея Мария Тамико Поци, споделя порнографската й кариера от 1988 до 1991 г. със сценичното име „Бейби Поци“, но не постига успеха на Моана.

### Порно дебют и други дейности
Дебютът на Моана в порнографията се ражда просто като игра. Тя играе пред камерата с приятеля си и предприемачът Рикардо Скики - бивш папарак, а понастоящем основател на агенцията „Дива Футура“, активна в света на еротиката и порнографията, я вижда за първи път и е очарован от нея. Той веднага й предлага договор като хардкор актриса и на Моана отнема много време, преди да приеме предложението. За семейството й това е истински шок и  отношенията им са прекъснати за почти година. Всъщност Моана дебютира като порно актриса през 1981 г., но нейният порнографски филм за лансиране в главната верига на индустрията датира от 1987 г. и носи нейното име – Fantastica Moana („Фантастичната Моана“), режисиран от Скики. След като влиза в екипа на агенцията на Скики, през същата година Моана участва в шоуто на живо Curve deliziose, което окончателно я изстрелва в света на порното и също така й дава значителна публичност в италианскта преса поради скандала със съдебни последици, породени от него.
Сред най-успешните й филми са гореспоменатият Fantastica Moana, Moana la belle di giorno („Хубавата Моана през деня“) и Cicciolina e Moana "Mondiali" („Чичолина и Моана „световни““). Тя става много популярна благодарение на италианската телевизия, в чиито програми започват да я канят, както и благодарение на своите интелектуални способност, дотогава неподозирани от широката публика за лице от света на порнографията. Също така много известно е нейното телевизионно изпълнение в програмата L'araba fenice (1988), в която тя е гол критик или е  „облечена“ само в прозрачен целофан.  
През 1991 г. Моана публикува книгата La filosofia di Moana („Философията на Моана“) за своя сметка (20 000 копия на цена от 60 млн. италиански лири), основавайки издателска къща, ръководена от журналиста Брунето Фантауци. В нея тя разказва за известни мъже от политиката и шоу бизнеса, с които е имала сексуални връзки. Книгата предизвиква сензация в Италия и заради някои нейни коментари и гласуване за сексуалното представяне на партньорите, сред които има и анонимен политик, но все пак разпознаваем като Бетино Кракси, бъдещ министър-председател на Италия, а тогава секретар на Италианската социалистическа партия. Същата година на 13 октомври Моана се омъжва за сътрудника си Антонио ди Ческо в Лас Вегас.
През лятото на 1992 г. Моана води телевизионната програма Magico David, посветена на фокусника Дейвид Копърфийлд, по тв канал Italia 1 в късните вечерни часове. 
Популярността й в Италия е такава, че става героиня на анимационен филм, създаден от карикатуриста Марио Верджер, в който тя участва в режисурата: Moanaland е излъчен няколко пъти от тв предаване Blob и в монографичните епизоди, посветени на нея. Верджер, този път сам, йъпосвещава друг анимационен филм – I Remember Moana, привличайки вниманието на Марко Джусти и Енрико Геци за Fuori Orario; произведението спечелва специалното отличие на Фестивала за еротични филми в Съединените щати.
През 1993 г. Моана дефилира на модните подиуми на Милано за колекцията на Киара Бони.

### Партията на любовта
Противоречива личност не само заради филмовия жанр, с който става известна (хардкор), Моана също има кратък, но много популярен опит в политиката. Тя е в центъра на медийното внимание в продължение на четири месеца по време на политическите избори в Италия през 1992 г., които се състоят в разгара на разследването, известно като „Чисти ръце“ или „Танджентополи“. Моана с Партията на любовта е поканена като други на изборната трибуна и успява да направи себе си известна и в чужбина, събирайки почти двеста статии в пресата, а също така е пародирана от комедината актриса Сабина Гуцанти в сатиричната телевизионна програма по Rai 3 Avanzi.
Когато през 1991 г. нейната колежка Илона Сталер (Чичолина) напуска Партията на любовта, основана от Рикардо Скики и Мауро Биуци, Моана преосновава партията в края на януари 1992 г., заемайки лицето си за новия символ. Законодателните предложения, известни като „Сталер“, за легализиране на публичните домове, подобряване на сексуалното образование и формирането на любовни паркове, представени с Радикалната партия през 1987 г., са оставени на заден план в програма, която отговаря повече на интересите на Моана: борба срещу политическата корупция и организираната престъпност. Тя ръководи партията си на политическите избори през 1992 г. и на общинските избори в Рим през следващата година. В тази втора предизборна кампания Моана напълно изоставя предишната си скандална линия с публичното подписване на документа за отнемане на постовете в партията на Скики и Сталер и с издигането на Моана за национален секретар и Мауро Биуци за заместник-секретар и водач на листата за следващите местни избори през 1993 г. Тя не успява да стигне до балотаж: първоначално  заявява, че ако това е било реализирано, е щяла да подкрепи кандидата на Партията на комунистичското преосноваване Ренато Николини, който обаче не успява да стигне до втория тур и Партията на любовта след това дава указание на своите избиратели да гласуват за Франческо Рутели.

### Смърт
На 15 септеврви 1994 г. 33-годишната Моана умира в болницата „Отел Дьо“ в Лион, където е хоспитализирана в продължение на пет месеца. На нощното й шкафче до леглото е открито копие на „Изповедите“ на св. Августин Блажени. Нейната смърт, официално дължаща се на хепатоцелуларен карцином, вероятно причинен от хепатит B или C, е внезапна, неочаквана и поражда непотвърдени слухове, че се дължи на СПИН или че самата новина за смъртта й е невярна, както и няколко други теории на конспирацията. Тези теории се появяват през годините и са подхранвани чрез публикуването на брошури.
След погребението тялото на актрисата е кремирано на 19 септември в крематориума на 8-ми район на Лион и пепелта й е доставена на семейството, както се вижда от документите, публикувани от тв предаване Chi l'ha visto?
На 19 септември 1994 г. архиепископът на Неапол Микеле Джордано говори за нея по време на проповедта за чудото на свети Януарий, припомняйки нейното сближаване с християнската вяра в месеците преди нейната смърт.

#### Разследвания и предположения за смъртта
През 2004 г., годината на 10-тата годишнина от смъртта на Моана Поци, се появяват нови слухове за внезапната й смърт. Прокуратурата в Рим започва разследване, за да установи дали тя все още е жива, понеже съществува хипотезата, че е инсценирала смъртта си, за да започне нов живот. На 18 септември 2005 г., поканен в програма от Енрико Вайме, Мауро Биуци (бивш изпълнител на волята на Моана), показва за първи път удостоверението за италиански регистър, съобщаващо датата на смъртта на Моана като 15 септември 1994 г. През декември 2005 г. по време на телевизионната програма Chi l'ha visto? , за първи път е показан смъртният й акт от лионската болница. Семейството потвърждава обстоятелството в няколко интервюта и е показан безименен надгробен камък в гробницата на семейство Поци в Лерма.
През 2005 г. семейството чрез смятания й за по-малък брат Симоне обявява издаването на биографичната книга Moana, tutta la verità („Моана, цялата истина“). През февруари 2006 г. по време на интервю в телевизионната програма Chi l'ha visto? Симоне разкрива, че син на актрисата от неизвестен мъж. Той казва, че няма намерение да търси баща си, който никога не се е интересувал нито от него, нито от майка му. Мауро Биуци написва послеслов към книгата на Симоне и няколко пъти говори по случая. Самият Симоне дълго време смята себе си за брат на Моана и узнава истината едва по-късно. Моана го ражда през март 1979 г., когато все още е непълнолетна. В интервю за в. „Кориере дела Сера“ от 2023 г. обаче майката на Моана заявява, че актрисата е била бездетна и че Симоне не е неин син. Навремето Рикардо Скики твърди, че Симоне е син на сестра й Мария (Бейби Поци).
През април 2007 г. вдовецът на актрисата Антонио Ди Ческо заявява в интервю за вестник „Месаджеро“, че е помогнал на Моана да умре, евтаназирайки я, когато ракът на черния дроб вече е бил в напреднал стадий. Моана се е била уговорила с него и през септември 1994 г., когато вече е нямало какво да се направи, той е позволил няколко въздушни мехурчета да влязат в интравенозната й тръбичка. В средата на месеца римската прокуратура, по искане на продуцента Рикардо Скики, започва разследване, като вписва Ди Ческо в регистъра на заподозрените. Биуци отрича твърденията на Ди Ческо.
На 22 юни 2007 г. е излъчен епизод, посветен на Моана, от телевизионната програма Enigma, водена от Корадо Аугиас. В този епизод Мауро Биуци, ръководител на асоциацията, която той основава заедно със семейството си за защита на имиджа на актрисата, показа резултатите от теста за ХИВ, на който Моана е подложена през 1992 г. и който е отрицателен.
На 16 февруари 2014 г. в предаването Lucignolo, адвокатът Микеле Чанчи, адвокат на семейството на Николино Матера, последният импресарио на Моана, показва откъс от неизлъчвания филм L'ultima volta di Moana („Последният път на Моана“), заснет от Рикардо Скики четири месеца преди смъртта й, от която ясно личи болестта на актрисата.

## Име
В книгата си „Философията на Моана" актрисата обяснява, че името й произлиза от това на остров в Хавай и че на полинезийски диалект означава „точката, където морето е най-дълбоко". Тя обяснява още, че родителите й са го открили, докато прелиствали географски атлас, и че се наложило много да настояват пред свещеника, защото той не е бил съгласен да извърши причастието с даване на име без светец-покровител. В същата книга актрисата заявява, че е била доволна от избора на родителите си заради сладкото звучене на името й, заради оригиналността му и защото е било перфектно в работата й, в допълнение към факта, че всички са го смятали за измислено. В оригиналното си значение името е избрано от Дисни за един от неговите анимационни филми, който в Италия и някои европейски страни е променен на Oceania или Vaiana. Въпреки че официалното обяснение е, че в някои страни „Моана“ би било неизползваемо като регистрирана търговска марка, някои вестници предполагат, че в Италия заглавието е било сменено, за да се избегнат препратки към порнография и известната порно дива.

## Асоциация „Моана Поци“
Пет години след смъртта на Моана, на 7 юни 1999 г., Мауро Биуци и майка му Розана Алойзио основават асоциацията „Моана Поци.“ Уебсайтът на асоциацията, открит през 2004 г., е онлайн музей, посветен на актрисата, и най-големият безплатен съществуващ архив от изображения, информация и оригинални документи за всички дейности на Моана. Биуци, като председател на асоциацията, предприема множество интервенции в италианските и в чуждестранни медии, както и някои правни действия за защита на имиджа на Моана. Асоциацията учредява и годишната награда Мис Моана.

## Памет
- Филмът на Давиде Ферарио Guardami („Гледай ме“) от 1999 г. е вдъхновен от личността на Моана Поци;
- На 15 септември 2009 г., 15 години след смъртта й, тв канал Sky Uno излъчва интервю, дадено от Моана на Пипо Баудо няколко месеца преди смъртта й, и впоследствие документалния филм Moana, magnifica ossessione („Моана, великолепната мания“), режисиран от Хаким Зеджари и Макс Крочи с 40 минути архивни кадри и интервюта;
- През есента на 2009 г. Sky Italia копродуцира и излъчва Моана – телевизионен минисериал от две части, посветен на живота и кариерата на Моана Поци, от юношеството до нейната трагична смърт. В ролята на италианската порно звезда е актрисата Виоланте Плачидо. Минисериалът е излъчен за първи път на 1 и 2 декември 2009 г. по Sky Cinema 1 и впоследствие повторен по LA7 през юли 2011 г.;
- През 2009 г. Витория Ризи играе Моана Поци в I segreti di Moana („Тайните на Моана“) – филм, режисиран от и с участието на Рикардо Скики. Филмът е заснет както в софткор, така и в хардкор версия, и представя (според авторите) непубликувани досега разкрития за Моана. Актьорският състав включва няколко известни имена от италианското хадркор кино, някои от които са работили с Моана Поци между 80-те и 90-те години;
- В сериала на Нетфликс Supersex, вдъхновен от биографията на Роко Сифреди, Моана Поци се играе от Гая Месерклингер .

## Филмография

#### Традиционна
- Smorza 'e llights ovvero Caserta by night, реж. Арналдо Делеайе – късометражен филм (1980)
- La compagna di viaggio, реж. Фердинандо Балди (1980) – кредитирана като Анна Моана Поци
- Erotic Flash, реж. Роберто Бианки Монтеро (1981) – кредитирана като Марго Жобер
- Miracoloni, реж. Франческо Масаро (1981)
- Borotalco, реж. Карло Вердоне (1982)
- W la foca, реж. Нандо Чичеро (1982)
- Vieni avanti cretino, реж. Лучано Салче (1982)
- Delitto carnale, реж. Чезаре Каневари (1982)
- Fuga dal Bronx, реж. Енцо Дж. Кастелари (1983)
- Paulo Roberto Cotechiño centravanti di sfondamento, реж. Нандо Чичеро (1983)
- Vacanze di Natale, реж. Карло Ванцина (1983)
- Dagobert (Le bon roi Dagobert), реж. Дино Ризи (1984)
- A tu per tu, реж. Серджо Корбучи (1984)
- I popieri, реж. Нери Паренти (1985)
- Ginger e Fred, реж. Федерико Фелини (1985) – некредитирана
- ТI vizi segreti degli italiani quando credono di non essere visti, реж. Камило Тети (1987)
- Provocazione, реж. Пиеро Виварели (1988)
- Diva Futura - L'avventura dell'amore, реж. Илона Сталер и Ардуино Сако – некредитирана (1989)
- Ecstasy, реж. Лука Ронки (1989)
- Gioco di seduzione, реж. Андреа Бианки (1990)
- Amami, реж. Бруно Колела (1992)
- L'inquieta Moana, реж. Никълъс Мур (1993)

### Порнографска
- Valentina, ragazza in calore, реж. Джонас Райнер (1981) – кредитирана като Линда Хеверет
- Fantastica Moana, реж. Рикардо Скики (1987)
- Moana, la bella di giorno, реж. Рикардо Скики (1987)
- Chiamami, реж. Лорънс Уебър (1987)
- Moana e... le altre regine, реж. Лорънс Уебър (1987)
- Moana la scandalosa, реж. Рикардо Скики (1988)
- La bottega del piacere, реж. Хард Сак (1988)
- Una calda femmina da letto (The Beefeaters), реж. Джим Рейнълдс (1989)
- La donna dei sogni, реж. Марио Бианки (1989)
- Inside Napoli, реж. Марио Салиери (1989)
- Super vogliose di maschi (Backfield in Motion), реж. Джим Рейнълдс (1990)
- Lezioni anali (Super Balls), реж. Анри Пашар (1990)
- Una signora perbene (Nothing Personal), реж. Анри Пашар (1990)
- Vogliose ed insaziabili per stalloni superdotati (Back Fire), реж. Грегъри Дж. Шел (1990)
- I vizi transessuali di Moana, реж. Джим Рейнълдс (1990)
- Cicciolina e Moana "Mondiali" (Sexy Mundial '90), реж. Джим Рейнълдс (1990)
- Le calde labbra bagnate di Moana (Call Girl House), реж. Джим Рейнълдс (1990)
- Tutte le provocazioni di Moana, regia di Dudy Steel (1990)
- Moana il trans e la tettona (Hard Love My Love), реж. Джим Рейнълдс (1990)
- La ragazza e... lo stallone nero, regia di Sam Fox (1990)
- Le donne di Mandingo (Passionate Love), реж. Джим Рейнълдс (1990)
- Manbait, реж. Жерар Дамиано (1991)
- Malibù Gorilla (Malibu Spice), реж. Алекс де Ренци (1992)
- Il castello del piacere, реж. Мартин Уайт (1992)
- Super Moana (Double Crossing), реж. Джим Рейнълдс (1992)
- Sognando Moana, разл. реж. (1992)
- Bocca calda mani di velluto, реж. Мартин Уайт (1992)
- Eccitazione fatale (My Friend Mary), реж. Джорджо Гранд (1992)
- Buco profondo (The Last Couple), реж. Жерар Дамиано (1992)
- The Naked Goddess, реж. Жерар Дамиано (1992)
- Visioni orgasmiche, реж. Никълъс Мур (1992)
- Tocco magico, реж. Мартин Уайт (1993)
- Vedo nudo, реж. Мартин Уайт (1993)
- A culo nudo, реж. Тони Янкър (1994)
- Offerta indecente, реж. Тони Янкър (1994)
- Dentro il Vulcano, реж. Тони Янкър (1994)
- Belle pazze scatenate - Le ragazze pon pon, реж. Ели Мартин (1994)
- La grande sfida hard (Match bestiale), реж. Отезген Жак (1994)
- Una lunga carriera, реж. Франко Лудовизи (1994)
- L'ultima volta di Moana, реж. Рикардо Скики (1994) - излиза посмъртно през 2014

### Телевизионни програми
- Мис Италия (Canale 5, 1981) - състезателка
- Tip Tap Club (Rete 2, 1982)
- Jeans ( Rai 3, 1987)
- L'araba fenice, реж. Паоло Белди (Italia 1, 1988)
- Magical David, реж. Рикардо Рекия (Italia 1, 1992)

## Дискография
Албуми
- 1989 – Impulsi di Sesso (Ginger Music - CD 09456)

Сборни албуми
- 1990 – AA.VV. Diva Futura - Sexy Girls (Diva Futura Srl, DIVA CD 44672-45) с парчетата L'Ultima Notte и Let's Dance
- 1993 – AA.VV. Sigle TV (RTI Music, RTI 1021-2, CD) с парчето Ti amoana
- 2015 – AA.VV. Leo Mas Presents Mediterraneo - Rare Balearica Vol 1 (Music For Dreams, ZZZV15011) с парчето L'Ultima Notte

Сингли
- 1989 – Supermacho (ACV Sound, ACV 5471, 12")
- 1989 – L'ultima notte/Let's Dance (LGO Music, 022190, 7")
- 1992 – Machito!/Sapore di Maschio Part 1/Sapore di Maschio Part 2/Sapore di Maschio Part 3/Sapore di Maschio Part 4 (CD single/EP)
- 1993 – Aeroplano telecomandato/Ti amoana (Ginger Music – GI-0041, излязъл в Испания)

Други парчета
- 1986 – Io con te (Je t'aime) (записано за шоуто Curve meravigliose)
- Mi guarderai
- Mi sono rotta lo sai
- Nuda

## Творби
- La filosofia di Moana, Roma, Moana's Club Edizioni, 1991
- Il sesso secondo Moana, Roma, Moana's Club Edizioni, 1992